# Tianguistengo
Esta página se refiere a una localidad. Para el municipio homónimo véase Municipio de Tianguistengo
Tianguistengo, es una localidad mexicana, cabecera del municipio de Tianguistengo, en el estado de Hidalgo.

## Geografía
Se localiza al norte del estado de Hidalgo, entre los paralelos 20°43'39” de latitud norte, a los 98°37'45” de longitud oeste, con una altitud de 1624 metros sobre el nivel del mar. Por lo que se considera generalmente como clima templado-húmedo con temperatura media de 17.5 °C, con una precipitación pluvial media de 1650 mm originando nublados gran parte del año, en invierno se registran heladas y nevadas siendo su periodo de lluvias de junio a octubre.

## Demografía
En 2010 registro una población de 1624 personas, lo que corresponde al 11.57% de la población municipal. De los cuales 742 son hombres y 882 son mujeres. Tiene 439 viviendas particulares habitadas, un grado de marginación de la localidad bajo y un grado de rezago social de la localidad muy bajo.